# 陶山健一
陶山 健一（すやま けんいち、1936年11月 - 1997年1月14日）は、日本の新左翼活動家。革命的共産主義者同盟全国委員会（中核派）最高幹部。革マル派の幹部森茂は、陶山の実兄である。

## 生涯
東京大学農学部入学後の1955年、日本共産党に入党。1958年に党を除名された後は、社会主義学生同盟委員長として名を馳せた。
卒業後は、農林水産省の食糧庁に入庁するものの、60年安保闘争に飛び込むなど、過激な左翼運動を理由に懲戒免職される。以後、中核派の専従活動家となる。
1974年、革マル派との内ゲバ事件で重傷を負って入院後、病院を脱走して消息不明となる。1987年、養父の法要が行われていた自宅に姿を現し、逮捕された。その後は岸本健一の筆名で執筆活動を行っていた。1997年に内臓疾患で死去。
主な著作は、亜紀書房から上梓された『反戦派労働運動』である。同書は品切れのため長らく入手困難な状態にあったが、前進社が『陶山健一重要著作集』として復刊した。ただし、前進社版では亜紀書房版における「差別語」などについては、改変をした状態で発刊している。

## 文献
- 反戦派労働運動（上）陶山健一重要著作集1　前進社　ISBN 9784881391297
- 反戦派労働運動（下）陶山健一重要著作集2　前進社　ISBN 9784881391327